# Partij voor Milieu en Recht
De Partij voor Milieu en Recht (PMR) was een Nederlandse politieke partij die een uitgebreide milieuparagraaf koppelde aan rechtse, volgens tegenstanders extreemrechtse, standpunten op andere gebieden.
De partij stond een grote lijst aan milieubeschermingsmaatregelen voor, streng optreden tegen criminaliteit, bezuinigingen en het tegengaan van immigratie. De partij keerde zich tegen de multiculturele samenleving, en pleitte voor minimumstraffen en een vlaktaks. Bekende leden waren onder meer Ronald Kaatee en Hans IJzerdraat.
De partij werd opgericht in oktober 1993 en nam deel aan de Tweede Kamerverkiezingen 1994 met Kaatee als lijsttrekker, maar met 8705 stemmen bleef het ver van de kiesdeler die op bijna 60.000 stemmen lag. In 1997 fuseerde de partij met het rechts-extremistische Realisten Nederland tot Groen Rechts.